# Olympische Sommerspiele 1984/Kanu – Einer-Kajak 500 m (Männer)
Die Wettkämpfe im Einer-Kajak über 500 Meter bei den Olympischen Sommerspielen 1984 wurden vom  6. bis 10. August auf dem Lake Casitas ausgetragen.
Es wurden drei Vorläufe, zwei Hoffnungsläufe, drei Halbfinals und ein Finale ausgetragen.
Olympiasieger wurde der Neuseeländer Ian Ferguson.

## Ergebnisse

### Vorläufe
Die jeweils ersten drei Boote qualifizierten sich direkt für das Halbfinale, die restlichen Boote für die Hoffnungsläufe.

#### Vorlauf 1
| Rang | Athleten            | Nation             | Zeit        |
| ---- | ------------------- | ------------------ | ----------- |
| 1    | Milan Janić         | Jugoslawien        | 1:52,69 min |
| 2    | Aviram Mizrahi      | Israel             | 1:53,66 min |
| 3    | Guillermo del Riego | Spanien            | 1:53,92 min |
| 4    | Felix Buser         | Schweiz            | 1:55,39 min |
| 5    | Ian Pringle         | Irland             | 2:01,10 min |
| 6    | Terry White         | Vereinigte Staaten | 2:04,12 min |
| 7    | Ng Hin Wan          | Hongkong           | 2:14,60 min |

#### Vorlauf 2
| Rang | Athleten         | Nation         | Zeit        |
| ---- | ---------------- | -------------- | ----------- |
| 1    | Lars-Erik Moberg | Schweden       | 1:51,25 min |
| 2    | Reiner Scholl    | BR Deutschland | 1:51,55 min |
| 3    | Daniele Scarpa   | Italien        | 1:52,52 min |
| 4    | David Upson      | Großbritannien | 1:52,55 min |
| 5    | N’Gama N’Gama    | Elfenbeinküste | 2:01,16 min |

#### Vorlauf 3
| Rang | Athleten          | Nation      | Zeit        |
| ---- | ----------------- | ----------- | ----------- |
| 1    | Vasile Dîba       | Rumänien    | 1:48,38 min |
| 2    | Ian Ferguson      | Neuseeland  | 1:49,32 min |
| 3    | Bernard Brégeon   | Frankreich  | 1:50,23 min |
| 4    | Scott Oldershaw   | Kanada      | 1:55,20 min |
| 5    | Einar Rasmussen   | Norwegen    | 1:55,58 min |
| 6    | Antoon De Brauwer | Belgien     | 1:57,30 min |
| 7    | Atilio Vásquez    | Argentinien | 1:58,18 min |

### Hoffnungsläufe
Die ersten vier Boote der Hoffnungsläufe erreichten das Halbfinale.

#### Hoffnungslauf 1
| Rang | Athleten        | Nation             | Zeit        |
| ---- | --------------- | ------------------ | ----------- |
| 1    | Terry White     | Vereinigte Staaten | 1:50,89 min |
| 2    | Felix Buser     | Schweiz            | 1:52,08 min |
| 3    | Atilio Vásquez  | Argentinien        | 1:53,71 min |
| 4    | Scott Oldershaw | Kanada             | 1:55,82 min |
| 5    | N’Gama N’Gama   | Elfenbeinküste     | 1:57,03 min |

#### Hoffnungslauf 2
| Rang | Athleten          | Nation         | Zeit        |
| ---- | ----------------- | -------------- | ----------- |
| 1    | Einar Rasmussen   | Norwegen       | 1:54,10 min |
| 2    | David Upson       | Großbritannien | 1:54,72 min |
| 3    | Antoon De Brauwer | Belgien        | 1:57,02 min |
| 4    | Ian Pringle       | Irland         | 1:57,92 min |
| 5    | Ng Hin Wan        | Hongkong       | 2:12,08 min |

### Halbfinalläufe
Die ersten drei Boote des Halbfinals erreichten das Finale.

#### Halbfinale 1
| Rang | Athleten          | Nation             | Zeit        |
| ---- | ----------------- | ------------------ | ----------- |
| 1    | Ian Ferguson      | Neuseeland         | 1:48,00 min |
| 2    | Milan Janić       | Jugoslawien        | 1:49,08 min |
| 3    | Daniele Scarpa    | Italien            | 1:49,10 min |
| 4    | Terry White       | Vereinigte Staaten | 1:50,00 min |
| 5    | Scott Oldershaw   | Kanada             | 1:52,53 min |
| 6    | Antoon De Brauwer | Belgien            | 1:52,72 min |

#### Halbfinale 2
| Rang | Athleten         | Nation         | Zeit        |
| ---- | ---------------- | -------------- | ----------- |
| 1    | Bernard Brégeon  | Frankreich     | 1:48,80 min |
| 2    | Lars-Erik Moberg | Schweden       | 1:49,00 min |
| 3    | David Upson      | Großbritannien | 1:49,26 min |
| 4    | Aviram Mizrahi   | Israel         | 1:49,98 min |
| 5    | Felix Buser      | Schweiz        | 1:51,99 min |
| 6    | Ian Pringle      | Irland         | 1:56,06 min |

#### Halbfinale 3
| Rang | Athleten            | Nation         | Zeit        |
| ---- | ------------------- | -------------- | ----------- |
| 1    | Vasile Dîba         | Rumänien       | 1:49,45 min |
| 2    | Reiner Scholl       | BR Deutschland | 1:50,70 min |
| 3    | Guillermo del Riego | Spanien        | 1:51,22 min |
| 4    | Einar Rasmussen     | Norwegen       | 1:52,02 min |
| 5    | Atilio Vásquez      | Argentinien    | 1:56,06 min |

### Finale
| Rang | Athleten            | Nation         | Zeit        |
| ---- | ------------------- | -------------- | ----------- |
| 1    | Ian Ferguson        | Neuseeland     | 1:47,84 min |
| 2    | Lars-Erik Moberg    | Schweden       | 1:48,18 min |
| 3    | Bernard Brégeon     | Frankreich     | 1:48,41 min |
| 4    | Vasile Dîba         | Rumänien       | 1:48,77 min |
| 5    | David Upson         | Großbritannien | 1:49,32 min |
| 6    | Daniele Scarpa      | Italien        | 1:49,60 min |
| 7    | Guillermo del Riego | Spanien        | 1:49,71 min |
| 8    | Reiner Scholl       | BR Deutschland | 1:49,89 min |
| 9    | Milan Janić         | Jugoslawien    | 1:49,90 min |